# Sokrates tańczący
Sokrates tańczący – tom poetycki Juliana Tuwima wydany drukiem w Warszawie w 1920 roku.
Zawiera wiersze poety powstałe w okresie 1913–1917, które nie weszły w skład tomu Czyhanie na Boga, oraz utwory z lat 1917–1918. Zbiór cieszył się dużym powodzeniem, do roku 1930 miały miejsce trzy wznowienia wydawnicze. 